# Habronattus mexicanus
Habronattus mexicanus là một loài nhện trong họ Salticidae.
Loài này thuộc chi Habronattus. Habronattus mexicanus được Elizabeth Maria Gifford Peckham & George William Peckham miêu tả năm 1896.

## Hình ảnh

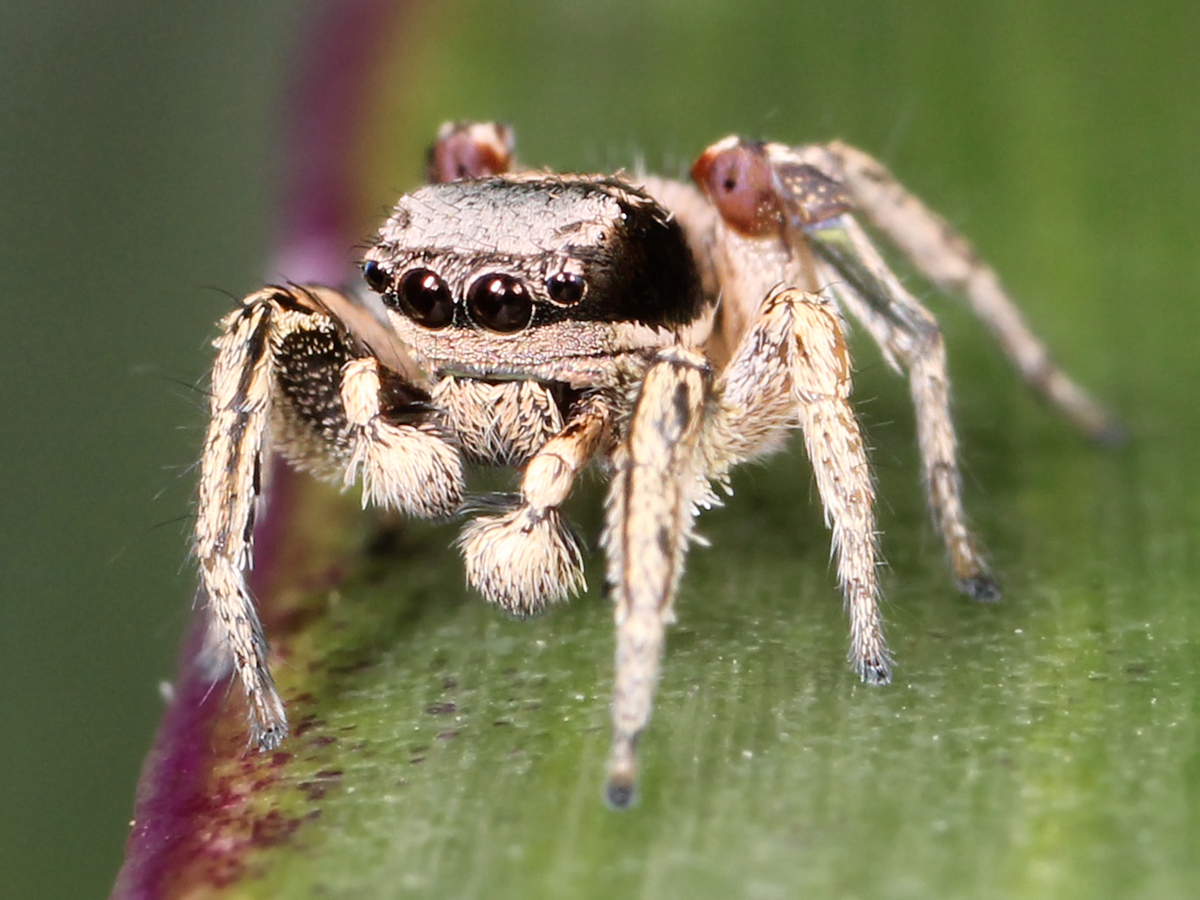
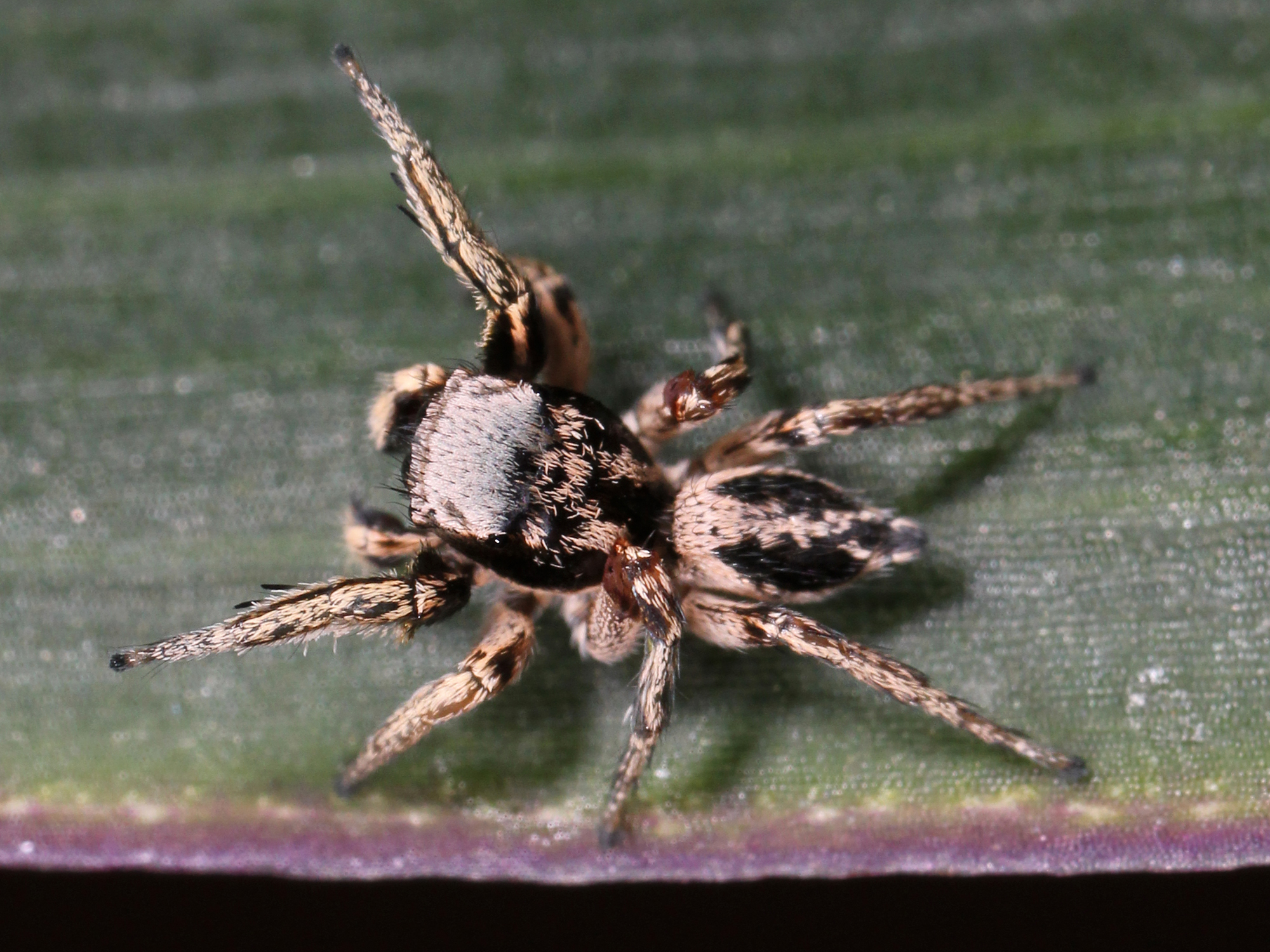